# Dayanita
Dayana Milagros Sifuentes Arana (Pucallpa, 31 de enero de 1998) o mejor conocida por su nombre artístico Dayanita, es una actriz cómica peruana conocida por su participación en los programas del comediante Jorge Benavides.

## Biografía
Nacida el 31 de enero de 1998, proviene de una familia de clase humilde. Vivió sus primeros años en la selva peruana, principalmente en la ciudad de Pucallpa del departamento de Ucayali.
Según sus propias declaraciones para el programa concurso El valor de la verdad, Dayanita evidenció su identidad de género en su temprana adolescencia lo que la llevó a huir de su familia, motivada por la violencia doméstica por parte de su padre. Luego de ser víctima de trata de blancas tras ser llevada con engaños hasta Pisco, logró escapar y huyó a Lima donde trabajó como cómica ambulante. Su amistad con el cómico Danny Rosales la llevó a ser descubierta por el productor y comediante Jorge Benavides, lo que resultó en la firma de su primer contrato en el programa cómico El wasap de JB en 2018, convirtiéndose en la primera actriz cómica transgénero de la televisión peruana.
Los personajes que interpretó en la producción de JB se caracterizaron por ser el blanco de las burlas por su identidad de género; por ello ha recibido críticas por parte del colectivo trans. Sin embargo, debido a los problemas internos en el programa JB en ATV, Dayanita anunció su retiro del espacio en el 2023, retornando al año siguiente. En 2025, anunció que se marchaba de nuevo por el mismo motivo, a pesar de que el canal de televisión ATV le prohíbe participar en canales competidores hasta que termine su contrato.
Dayanita también ha tenido apariciones esporádicas en otros programas de televisión como El reventonazo de la chola, El valor de la verdad y Noche de patas.  Además, protagonizó junto a Rosales la obra virtual Habla causa e incursionó en la industria pornográfica al participar en la cinta El bar de Dayanita, de la productora local Inka Producciones.
En julio de 2025, fue condecorada por el congresista Waldemar Cerrón por su «contribución a los programas humorísticos y a la representación de la comunidad LGBT+», en el marco de la estrategia del Congreso de la República hacia personajes de la farándula. La condecoración fue cuestionada por Magaly Medina debido a la «indisciplina» de Dayanita, aunque reconoció su trayectoria como actriz cómica.

## Filmografía

### Televisión
- El wasap de JB (2018-2021), actriz cómica.
- El valor de la verdad (2018), invitada especial.
- Noche de patas (2021), invitada.
- JB en ATV (2021-2023, 2024-2025), actriz cómica.
- El reventonazo de la chola (2023), actriz cómica.

### Cine
- El bar de Dayanita (2022)[14]

### YouTube
- La casa de la comedia (2022-2024), actriz cómica.

## Teatro
- Habla causa (2020) como ella misma.